# فریدون ذوالفقاری
فریدون ذوالفقاری (۱ فروردین ۱۳۲۴ - ۲۰ خرداد ۱۳۶۵) سرهنگ دوم خلبان نورتروث اف_۵ و مک‌دانل داگلاس‌اف-۴ فانتوم ۲ نیروی هوایی شاهنشاهی و نیروی هوایی ارتش جمهوری اسلامی ایران بود. عمده تخصص و سرشناسی ذوالفقاری در عملیات‌های شناسایی هوایی در طول دوران جنگ ایران و عراق بود. بخش اعظم شناسایی که از فعالیت‌های نیروهای بعثی در خوزستان صورت گرفت، از سوی این خلبان و از کارهای او در طول مدت خدمت، گرفتن عکس مجلس الوطنی عراق و ساختمان ریاست جمهوری در بغداد است.

## زندگی‌نامه
فریدون ذوالفقاری در سال ۱۳۲۴ زاده شد. تحصیلات ابتدایی و متوسطه خود را در تهران به پایان رسانید و برای ادامه تحصیل راهی انگلستان شد. وی در بازگشت به ایران در سال ۱۳۴۶ به استخدام نیروی هوایی ارتش در دانشکده خلبانی درآمد و دوره آموزش‌های مقدماتی پروازی را با هواپیماهای T-41 و T-6 در تهران طی و سپس برای ادامه تحصیل به آمریکا اعزام شد. ذوالفقاری در آمریکا دوره پیشرفته پرواز با هواپیماهای جت آموزشی T-37 و جت مافوق صوت T-38 با ۲۲۰ ساعت پرواز را طی کرد و در پایان با درجه ستوان دومی به ایران مراجعت نمود. وی در تغییر تاکتیک نیروی هوایی ارتش در بمباران‌های ارتفاع پست به ارتفاع بالا در نخستین عملیات مهم ارتش عملیات ثامن‌الائمه و گروه پروازی که قرار بود این مأموریت پروازی را انجام دهند؛ هدایت نخستین گروه را بر روی هدف بر عهده داشت و با هواپیمای فانتوم شناسایی خود در جلوی گروه پروازی در ارتفاع پنجاه هزار پایی به پرواز درآمد و قبل از بمباران نخستین عکس هوایی را گرفت و بلافاصله پس از عملیات بمباران عکس BDA یا BOMB DAMAGE ASSESMENT را نیز گرفت و به مهرآباد گردان RTS یعنی گردان فنی شناسایی انتقال داد و بلافاصله چاپ و به تمامی یگان‌های ذیربط فرستاد.

## درگذشت
سرانجام در تاریخ ۲۰ خرداد ۱۳۶۵ در حالی‌که عراق به شدت از آسمان منطقه جزیره مجنون توسط موشک‌های سام۲ و هواپیماهای میراژF-1 دفاع می‌کرد، در یک عملیات ترکیبی درگیر و در این درگیری کشته شد. کمک خلبان وی در این پرواز محمد نوروزی بوده‌است. پس از سقوط هواپیما، سید اسماعیل موسوی فرمانده وقت پایگاه دزفول، ماموریت بازگرداندن جسد خلبان‌ها را به خلبان غلامعلی شیرازی داد و از او خواست با هلیکوپتر به محل سقوط هواپیما رفته و اجساد را برگرداند. غلامعلی شیرازی که آن‌زمان افسر ایمنی پرواز پایگاه دزفول بود؛ به آن منطقه پرواز کرده و در آنجا متوجه می‌شود که جسد ذوالفقاری و کمک خلبان، شبانه به پاسگاه طلاییه منتقل شده‌است. طبق حکمی که به شیرازی داده شده بود، علاوه بر جسد باید در صورت امکان، لاشه هواپیما نیز پیدا و قطعات حساس آن بازگردانده می‌شد که شیرازی نیز این ماموریت را با موفقیت انجام می‌دهد. ذوالفقاری در طول جنگ ایران و عراق به علت خدمات جنگی مدت بیست و سه ماه ارشدیت گرفت و در هنگام درگذشت بر اساس قوانین و مقررات ارتش جمهوری اسلامی ایران به درجه سرتیپی رسید و نشان فتح به او داده شد.

## در آثار فرهنگی
به گزارش خبرگزاری مهر، «پویان افشین‌نژاد» مستندی با نام «یک روز گرم تابستان … مهرآباد» را در سال ۱۴۰۲ برای صدا و سیما ساخته است که او در این مستند تاریخچه فرودگاه مهرآباد را روایت می‌کند. «افشین‌نژاد» در ابتدای مستند به تاریخچه فرودگاه اشاره کرده و سپس به معرفی خلبانان کشته‌شده از پایگاه هوایی یکم شهید لشگری مهرآباد پرداخته‌است. ذوالفقاری از مهم‌ترین خلبانان این پایگاه هوایی است که بیشترین عکس‌های مراکز مهم و حیاتی عراق در جنگ، توسط او ثبت شده و در این مستند تعدادی از این تصاویر آرشیوی نشان داده شده‌است. دیگر اثر فرهنگی درباره زندگی‌نامه فریدون ذوالفقاری، کتاب «فرمانده گردان ۱۱» به نویسندگی مهدی بابامحمودی می‌باشد که این کتاب را انتشارات آتشبار منتشر کرده‌است.